# Styly bonsají
Styly bonsají jsou určité definice standardů pro tvarování bonsají. Nejrozšířenější jsou styly japonské, ale i další státy Dálného východu (Čína, Vietnam, Korea) mají vlastní styly (samozřejmě jsou vzájemně ovlivněné).

## Základní styly
Pět základních stylů představuje pět stromů, jejichž kmeny se jakoby postupně naklání vůči substrátu, ze kterého vyrůstají. Od vzpřímeného stylu, který vyrůstá kolmo, přes šikmý až po kaskádu, u které roste kmen vlastně obráceně shora dolů.

### Vzpřímený styl
(Čokan – Chokan)
Základem tohoto stylu je rovný kmen vyrůstající kolmo ze substrátu. Větve vyrůstají střídavě z kmenu a tvoří jednotlivá patra. Žádné dvě větve nerostou ze stejného místa na kmeni. Níže umístěné větve by měly směřovat dolů, což navozuje iluzi starého stromu. V přírodě takto rostou především smrky a jedle.

### Volně vzpřímený styl
(Moyogi) Pravděpodobně nejrozšířenější styl pěstování bonsají. Kmen je více či méně zvlněný, často je tvarován do písmene S. V tom případě se musí „vlny“ směrem ke špičce zmenšovat. Strom by měl vyrůstat rovně ze substrátu, tzn. špička kmene má být nad patou. Větve vyrůstají střídavě z kmene ve vnějším místě ohybu a tvoří jednotlivá patra.

### Šikmý styl
(Šakan – Shakan) Tento styl představuje strom, který se kvůli vývratu nebo sesuvu půdy naklonil, ale dál pokračuje v růstu. Základem je rovný nebo mírně zvlněný kmen vyrůstající šikmo ze substrátu. Větve stejně jako u předchozích stylů tvoří střídavě jednotlivá patra, jsou vodorovné nebo mírně skloněné.

### Polokaskáda
(Han Kengai) Představuje přírodními vlivy částečně zkroucený strom, kdy část stromu roste standardním způsobem vzhůru a alespoň jedna větev se sklání a roste pod úrovní misky.

### Kaskáda
(Kengai) Strom je natolik zkroucený a ohnutý přírodními vlivy, že celý roste pod úrovní horní hrany misky. Typické pro kaskádu (a také pro polokaskádu) je použití vysokých misek, což udržuje fyzickou i optickou rovnováhu. 

## Ostatní styly

### Styl koště
(Hokidači – Hokidachi)
Základem tohoto stylu je rovný nebo mírně šikmý kmen, který se v jednom místě rozvětvuje do koruny. Koruna je pravidelná, nejčastěji kulovitá.
V přírodě takto roste většina listnatých stromů.

### Literátský styl
(Bundžin – Bunjingi) Tento zvláštní styl se vyznačuje neobvykle dlouhým, štíhlým kmenem, který je zpravidla zajímavým způsobem zkroucený. Větve jsou pouze ve špičce stromu. Styl čerpá inspiraci z japonského obrázkového písma, uplatňují se v něm prvky kaligrafie

### Strom na skále (na kameni)
(Sekijoju) Tento strom svými kořeny obepíná relativně malý kámen a končí v substrátu pod ním. Je pěstován v běžné bonsajové misce. Samotný strom může být tvarován v libovolném stylu.

### Strom ve skále
(Išitsuki – Ishitsuki) Relativně malý strom vyrůstá ze substrátu, který je umístěn v malé prohlubni na velkém kameni. Kámen bývá umístěn v misce s vodou, která vzlíná kamenem, kde jí strom využívá. Samotný strom je opět tvarován v libovolném stylu.

### Vrostlý strom
(Tanuki) Strom vrostlý do staršího kmene.

### Strom ve větru
(Fuki nagaši – Fuki Nagashi) Představuje strom bičovaný silným větrem. Typické pro tento styl je nakloněný kmen a větve rostoucí ve směru naklonění kmene.

### Zkroucený styl
(Hankan) Jde vlastně o typ volně vzpřímeného stylu, v němž jsou ovšem záhyby kmene velmi výrazné.

### Dvojkmen
(Soukan) Z jednoho kořenového systému vyrůstají dva kmeny, z nichž jeden je výrazně vyšší a silnější než druhý. Větve obou kmenů tvoří společnou korunu. 

### Vícekmen
Z jednoho kořenového systému vyrůstá několik kmenů. Ty mohou být uspořádány v několika podtypech:
- trs (kabubuki, kabudači, cukomijose) - kmeny vyrůstají z jednoho společného základu,
- vor (ikadabuki, netsunagari) – původní strom padl a jeho někdejší větve nyní tvoří samostatné stromy, jednotlivé kmeny tedy vyrůstají z části původního kmene (tento podtyp vidíme na obrázku),
- vlnitý styl – původní strom zapustil některé své větve do země a vznikly z nich samostatné stromy.

### Více stromů
V misce s nachází dva nebo více samostatných stromů. Někdy bývá zkombinováno i více druhů. Jednotlivé typy dostávají názvy podle počtu stromů – dva (sódžu), tři (sambonjose), pět (gokonjose), sedm (nanakonjose), devět (kjúkonjose).

### Lesík
(Yose-Ue) Za lesík se zpravidla považuje kompozice, která zahrnuje více než devět stromů. U tohoto stylu se několik jednotlivých stromů vysazuje do společné misky. Stromy jsou různě vysoké a silné, vysázené nepravidelně. Je možné kombinovat různé druhy stromů. Z pohledové strany se kmeny nesmí překrývat, stromy by neměly stát v řadě.